# Tomboy - I misteri del sesso
Tomboy - I misteri del sesso è un film del 1977 diretto da Claudio Racca.
Mondo movie del filone pseudo-educativo sul sesso, presenta un gruppo nutrito di sessuologi di riconosciuta autorità, e manifesta intenzioni serie e documentate. Ma l'utilizzo insistito e ambiguo di immagini forti e crude riportano il tutto nel genere exploitation (viene mostrato anche il cadavere di Pier Paolo Pasolini).

## Trama
Gli argomenti trattati sono l'ermafroditismo, l'eiaculazione precoce, la masturbazione, l'omosessualità, il cambio di sesso, il femminismo, il parto naturale, le terapie sessuali.